# Parque nacional del Desierto Blanco
El parque nacional del Desierto Blanco, es un parque nacional en Egipto, establecido por primera vez como área protegida en 2002. Se encuentra en la depresión de Farafra, 45 kilómetros (28 mi) al norte de la ciudad de Qasr Al Farafra . Una parte del parque se encuentra en el oasis de Farafra en la gobernación del Valle Nuevo. 
En el parque se encuentran grandes formaciones rocosas de tiza blanca, creadas a través de la erosión del viento y la arena. También podemos encontrar acantilados (en el extremo norte de la depresión de Farafra), dunas de arena (parte del Gran Mar de Arena ), así como el valle de  Hennis y oasis en Ain El Maqfi y Ain El Wadi .
El parque nacional del Desierto Blanco cubre un área de unos 300 kilómetros. El punto más alto del parque se encuentra en El Qess Abu Said a unos 353 metros (1,158 ft) sobre el nivel del mar, y el más bajo está en el valle de Hennis a 32 metros (105 pies) . 
El parque sirve de refugio para diversos animales, entre ellos el antílope de Rim, en peligro de extinción, el antílope de Dorcas, así como arruíes, chacales, zorros de Rüppell, zorros rojos y zorros fennec, y el gato de arena .

## Galería

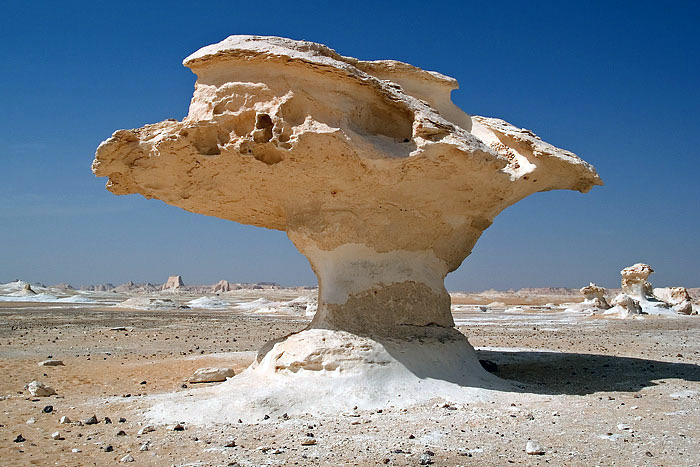
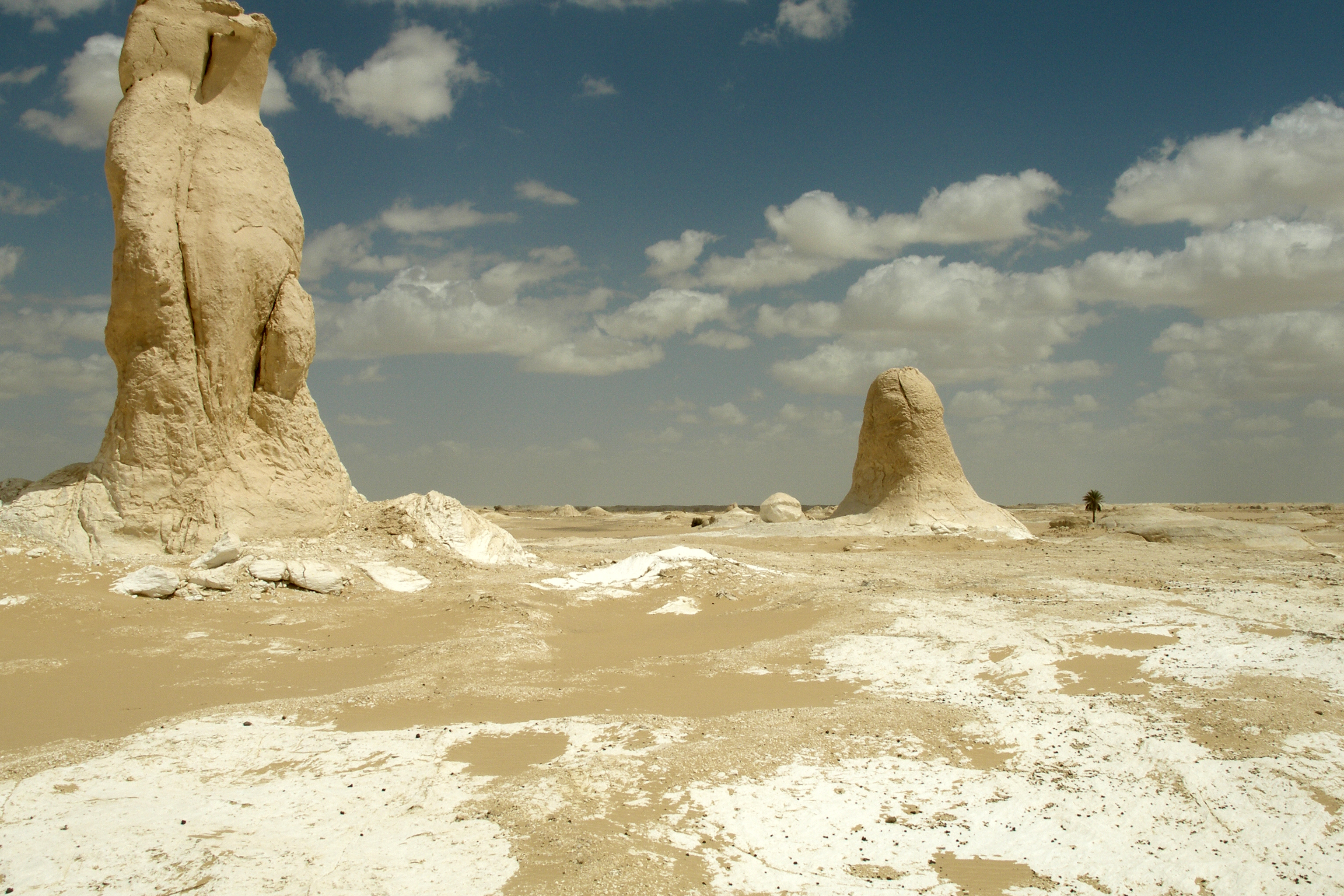
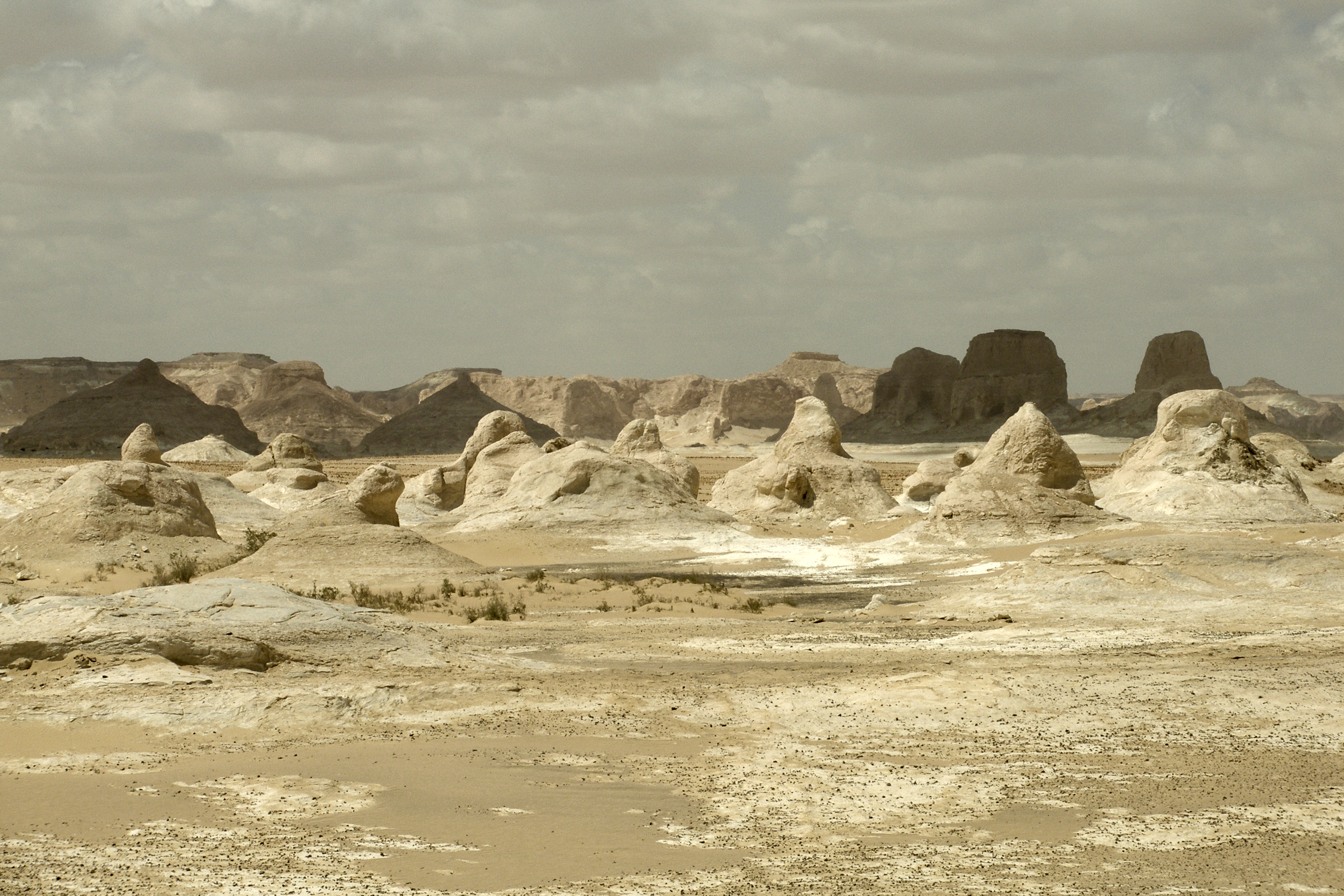
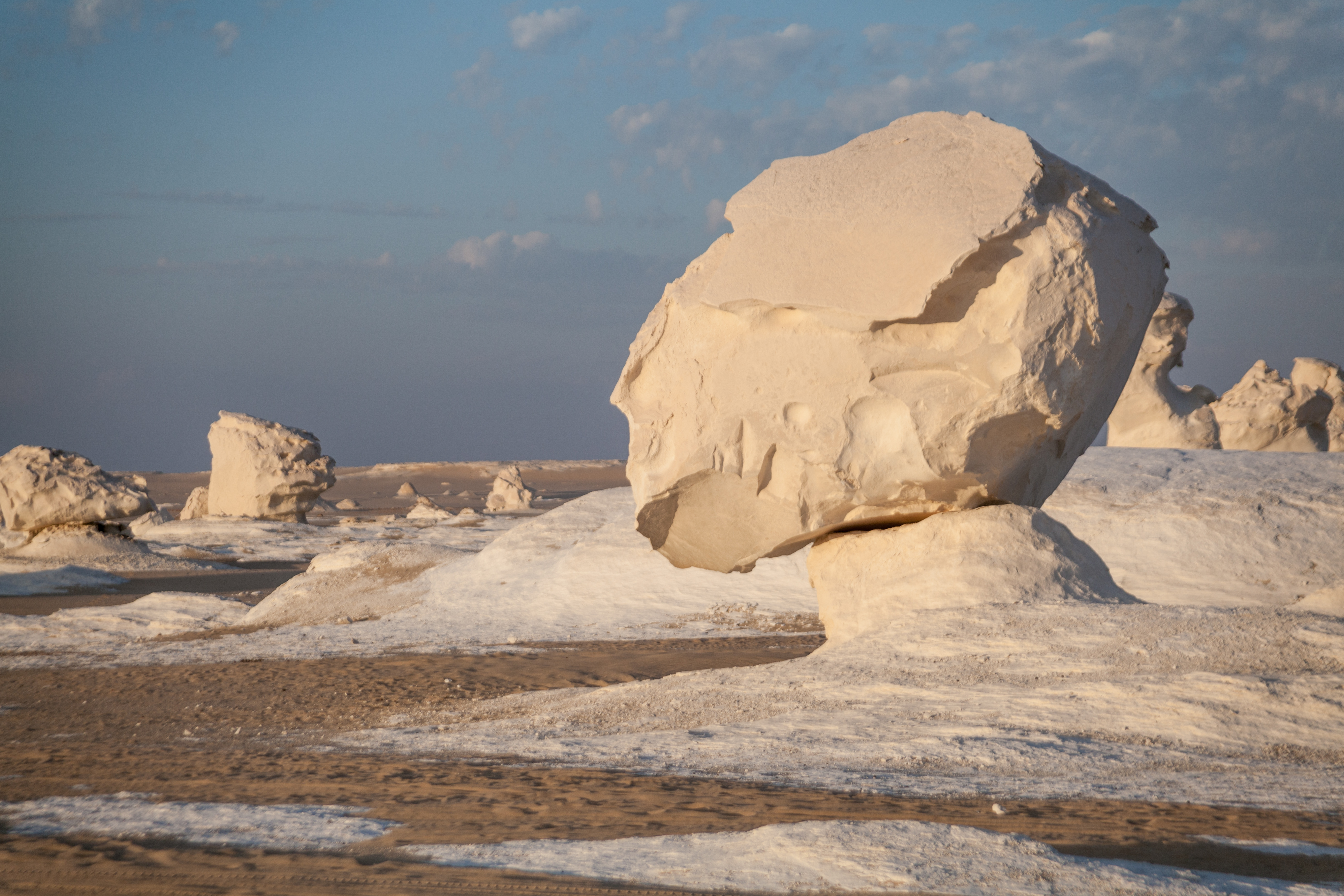